# Ganthet
Ganthet est un personnage de fiction de l'univers de DC comics. Il fait sa première apparition dans le roman graphique Green Lantern: Ganthet's Tale, écrit par Larry Niven et John Byrne. Bien qu'il ressemble aux autres Gardiens, On le distingue facilement par sa longue queue de cheval blanche.

## Biographie fictive du personnage
Ganthet est l'un des « Gardiens de l'Univers (en). Toutefois, il possède une personnalité qui ressemble plus à celle des humains : il démontre de l'empathie, de la gentillesse et se soucie des individus au lieu de ne penser qu'au Corps des Blue Lantern, qu'il a fondé avec Sayd après s'être fait bannir des Gardiens de l'Univers. 
Il redeviendra cependant membre des Gardiens de l'Univers et subira un lavage de cerveau, afin qu'il ne ressente plus aucune émotion.

## Apparition dans d'autres médias
- Le personnage de Ganthet apparait dans la série animée Green Lantern. Il incite Hal Jordan à voler un prototype de vaisseau pour aller stopper la guerre déclenchée par les Red Lanterns. Quand Hal Jordan lui propose d'expliquer aux Red Lanterns que leur guerre est basée sur le mensonge d'une attaque des Gardiens, il lui apprend que cette attaque a bien eu lieu, menée par les Manhunters (le prédécesseurs du Corps des Green Lanterns) qui ne pouvaient appréhender toutes les nuances entre le bien et le mal, et que les Gardiens ont décidé d'enterrer la vérité. Il tentera de convaincre Appa de la nécessité de révéler la vérité, mais ce dernier le trahit et le fait bannir. On le retrouve peu après à la tête du Corps des Blue Lanterns.